# 迈克尔·H·哈特
迈克尔·H·哈特（英語：Michael H. Hart，1932年4月28日—），出生于紐約市，是一位天体物理学家，写了三本历史书，以及很多关于各种主题的有争议的文章。哈特认为自己是个杰斐逊自由派，而他的批评者称他是保守派和种族分离主义者。

## 天文学研究
哈特于1975年发表了对费米佯谬的详细研究：宇宙中某处存在外星生命的可能性极大，可是却几乎找不出任何证据。哈特的工作从此成为了对现在有时称为费米哈特佯谬的大部分研究的理论参考。关于哈特对悖论研究的贡献，杰弗里A.兰迪斯写道：“[悖论]更合适的名称将是费米-哈特悖论，因为虽然费米首先提出这个问题，但哈特率先做出了严格的分析，并指出了问题的重要性，且第一个公布他的结果”。哈特是地球殊異假說的倡导者; 他认为宜居性对于气候有着极度严格的要求。

## 英文著作
- Michael H. Hart. . Carol Publishing Group. 1992年  [2013-10-29]. ISBN 978-0-8065-1350-8. （原始内容存档于2021-04-15）., 1978年初版
- Michael H. Hart. . Poseidon Press. 1 January 1999. ISBN 978-0-9671077-0-7.
- Michael H. Hart. . Washington Summit Publishers. 2007. ISBN 978-1-59368-027-5.

## 著作中譯本
- 《影响人类历史进程的100名人排行榜》
- Michael H. Hart; 陳信宏. . 究竟出版社. 2004. ISBN 978-986-137-002-6.